# Ривьер, Ирина Константиновна
Ири́на Константи́новна Ривье́р (15 августа 1934, Москва — 5 декабря 2015, Борок, Ярославская область) — советский, российский зоолог, карцинолог и гидробиолог, специалист по ветвистоусым рачкам отряда Onychopoda и планктонным сообществам пресных водоемов.

## Биография
Родилась 15 августа 1934 году в семье врачей. В 1957 году окончила Горьковский государственный университет. С 1957 года до конца жизни работала в Институте биологии внутренних вод имени И. Д. Папанина (до 1962 года — Институт биологии водохранилищ АН СССР). В 1968 году под руководством Ф. Д. Мордухай-Болтовского защитила кандидатскую диссертацию «Экология и биология полифемид Каспийского моря». В 1987 году защитила докторскую диссертацию «Экология зимних зоопланктонных сообществ». С 1988 по 2004 год заведовала лабораторией экологии водных беспозвоночных ИБВВ. Автор и соавтор более 240 научных работ, включая 5 монографий.

## Избранные труды
- Мордухай-Болтовской К. Д., Ривьер И. К. Хищные ветвистоусые Podonidae, Polyphemidae, Cercopagidae и Leptodoridae фауны мира. (Определители по фауне СССР. Т. 148). — Л.: Наука, 1987. — 182 с.
- Ривьер И. К. Состав и экология зимних зоопланктонных сообществ. — Л.: Наука, 1986. — 160 с.
- Ривьер И. К., Школдина Л. С. Superorder Cladocera// Биота российских вод Японского моря. — Владивосток: Дальнаука, 2007. — Т. 1, Ч. 2. — С. 9-36.
- Rivier I. K. The predatory Cladocera (Onychopoda: Podonidae, Polyphemoidae, Cercopagidae) and Leptodoridae of the world. Guides to the identification of the macroinvertebrates of the continental waters of the world. Vol. 13. Backhuys Pub., Leiden, 1998. 213 pp.